# 作物野生近缘种
作物野生近缘种（crop wild relative）指的是栽培作物的野生亲缘植物。

## 概述
作物野生近缘种包括作物的祖先物种以及那些多少与作物有关系的物种，它们可以为提高农业生产力和保证农业可持续发展提供重要的资源。在全球气候变化和生态系统不稳定条件下，作物野生近缘种很可能成为保证新千年目标之食品安全实现的重要源泉。 
正是一个俄罗斯植物学家尼古拉·瓦维洛夫在20世纪早期首先认识到作物野生近缘种的重要性。 几千年来，来自作物野生近缘种的遗传材料 被人类用来改善作物品质和产量。农民的传统育种方法使用几千年，例如在墨西哥，野生玉米 (Zea mexicana)经常被种在栽培玉米田旁边以促进自然的杂交并提高产量。最近，植物育种学家应用作物野生近缘种的基因来改良很多作物，如水稻 (Oryza sativa)、番茄 (Lycopersicon esculentum) 和粮用豆类。

## 作物野生近缘种的保护

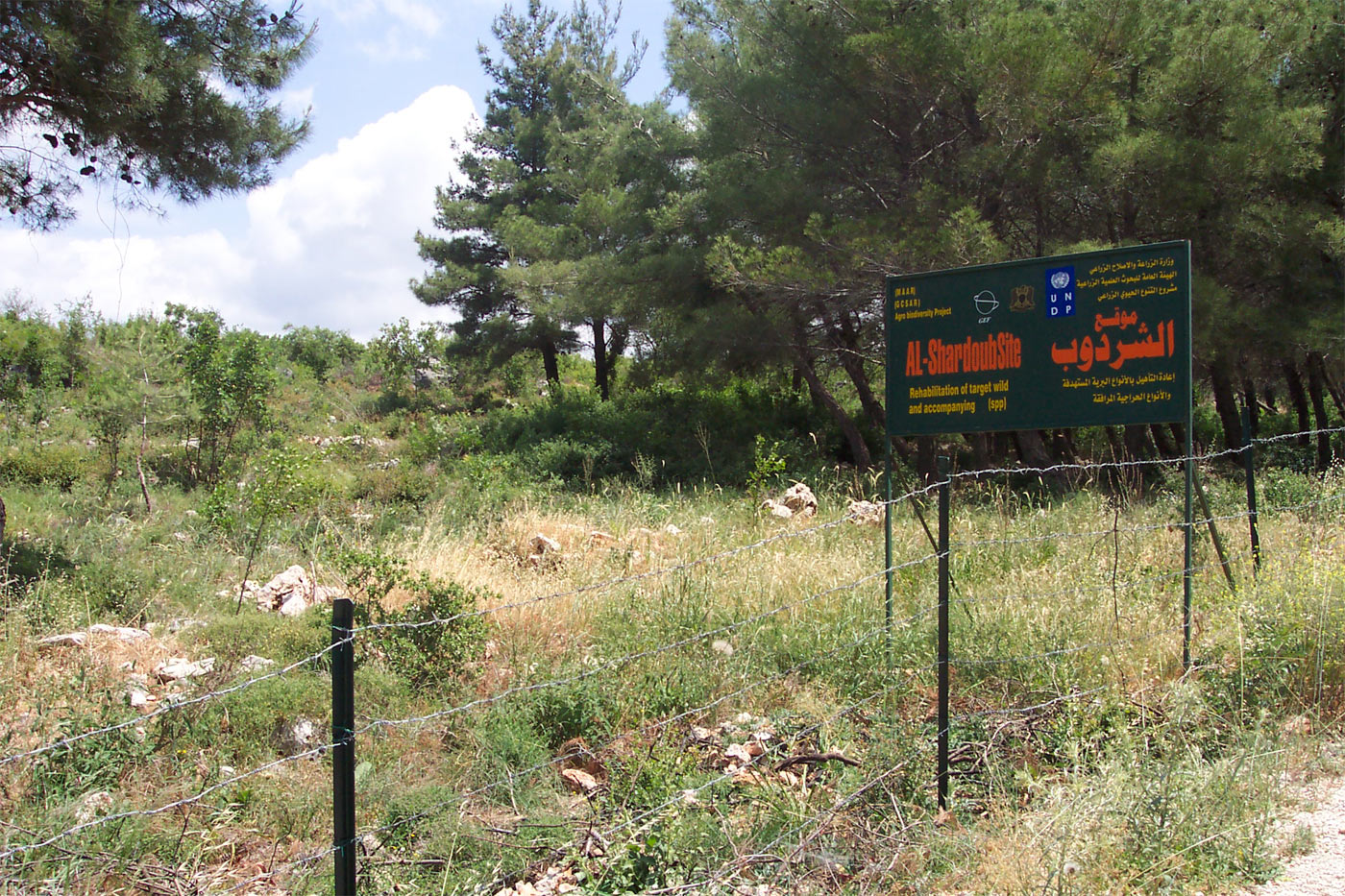
Example of one of the first genetic reserves established to conserve CWR near Kalakh al Hosn, Syria

作物野生近缘种是自然生态系统和农业生态系统的基本组成部分，因而对生态系统健康的维持是必不可少的。 作物野生近缘种的保护和可持续利用对于提高农业生产力、提高食品安全和保护环境是非常重要的。 
许多作物野生近缘种的自然种群受到越来越多的威胁。由于自然生境的破坏和退化导致的生境丧失 或过度使用，作物野生近缘种受到极大的威胁。森林砍伐导致了水果树、坚果树和工业作物等许多作物的重要种群的丧失。由于过度放牧，干旱和半干旱地区的谷类作物的野生近缘种种群数量极度降低，导致了沙漠化。农业生产不断增长的工业化进程显著地减少了传统农业生态系统中作物野生近缘种的发生。对作物野生近缘种的保护和利用是提高食品安全性、消除贫困和保持环境健康的重要因素。